# Santo Tomás del Nanay (San Juan Bautista)
Santo Tomás del Nanay, cuyo nombre oficial es Centro Poblado de Santo Tomás, es una localidad ubicada al suroeste de la ciudad de Iquitos, en Perú.
Al encontrarse en un área de brazos de río del Nanay y estar conectada a la autopista Loreto 103, es considerado —junto al puerto de Santa Clara— un destino turístico de la amazonia peruana.

## Descripción

### Historia
Los primeros registros de Santo Tomás aparecen en la década de 1980 como un sitio de descanso para la clase alta de la ciudad. Hasta la aparición de otros lugares de interés alrededor de la ruta departamental LO-103, en ese período de decadencia, los vendedores de comida y servicios se mudaron a la playa de Tipishca.
En 2010 se registró el regreso de visitantes a la localidad. En diciembre de 2018 los pobladores informaron que la mayoría de su vida laboral la pasan en Iquitos por lo que Santo Tomás funciona también como una ciudad dormitorio. En enero de 2019 el municipio del distrito de San Juan Bautista informó que, con apoyo del Gobierno Regional de Loreto, el centro poblado contaría con una autopista asfaltada que lo conectará al resto de la ciudad como parte de un proyecto de corredor turístico provincial:

Ya cuenta con expediente técnico y su financiamiento se hará en coordinación con el gobierno regional de Loreto.

Según el Instituto de Investigaciones de la Amazonía Peruana el centro poblado contaba con 1,100 habitantes en 2009.
En la trocha que conecta al centro poblado con la ciudad se encontraba el hospital psiquiátrico Centro de Rehabilitación del Enfermo Mental de Iquitos (CREMI), que albergaba a todos los enfermos mentales de Iquitos y del departamento de Loreto. Por presión de la Organización Panamericana de la Salud (OPS) el lugar fue clausurado de manera forzada en 2015, provocando que los enfermos mentales que habitaban el lugar se conviertan en personas sin hogar en condiciones insalubres.
Constantemente por su nombre etimológico muy común se suele confundir a Santo Tomás con la otrora localidad también iquiteña, llamada Santo Tomás del Nanay, ubicada en la margen más baja del río Nanay en el distrito de Punchana a pocos kilómetros de la unión serpential de las aguas.

### Turismo
El pueblo en sí se encuentra a 16 kilómetros del área metropolitana de Iquitos, su balneario tiene salida al lago Mapacocha y este a su vez al río Nanay, en Mapacocha se realiza paseo por balsas y viajes en moto acuática. El sitio cuenta con bares, restaurantes y un circuito de motocross.
Dentro de la localidad también se encuentra una comunidad del pueblo amerindio Cocama-Cocamillas, esta comunidad en el mes de febrero durante la fiesta de carnaval desarrolla anualmente la Fiesta Cocama Yrapakatun.